# Pancerzogłówka łopatonosa
Pancerzogłówka łopatonosa (Triprion spatulatus) – gatunek płaza bezogonowego z rodziny rzekotkowatych (Hylidae). Dorasta do 10,1 cm długości. Cechuje się charakterystycznym pyskiem z obszarem przypominającym łopatę. Występuje endemicznie na wybrzeżu Pacyfiku w Meksyku, gdzie zasiedla różne tereny roślinne. Poluje głównie na pająki i prostoskrzydłe. Gatunek najmniejszej troski (LC) w związku z szerokim zasięgiem występowania i przypuszczalnie dużymi rozmiarami populacji.

## Wygląd
Duży przedstawiciel rodzaju Triprion. Samce osiągają długość 6,1–8,7 cm od czubka pyska do otworu kloaki, a samice 7,5–10,1 cm. Długość głowy wynosi około 1/3 długości ciała od czubka pyska do otworu kloaki, a jej szerokość 1/10 tej wartości. Gatunek ten cechuje się płaskim obszarem nadwargowym przypominającym kształtem łopatę. Pysk jest spiczasty. Oczy są duże i sterczą w stronę przednio-boczną. Ramiona są smukłe, a przedramiona mocno zbudowane. W kończynie przedniej brak błony pławnej pomiędzy pierwszym i drugim palcem, występuje natomiast słabo rozwinięta błona pławna pomiędzy trzecim i czwartym palcem. Kończyny tylne krótkie, a ich palce spięte błoną pławną. Grzbiet przyjmuje barwę od ciemnożółtej przez zielonooliwkową po oliwkowoszarą. Występują żółte cętki. Spodnia część ma kolor biały, pokryta jest również brązowymi cętkami na rezonatorach u samców podczas okresu godowego. Boki ciała są żółte.
Występują dwa podgatunki – Triprion spatulatus spatulatus na północy oraz Triprion spatulatus reticulatus na południu. T. s. reticulatus jest zauważalnie większy i ma ciemniejsze ubarwienie grzbietu.

## Zasięg występowania i siedlisko
Endemit. Występuje na wybrzeżu Pacyfiku w Meksyku w stanach Sinaloa, Nayarit, południowe Jalisco, Colima, Michoacán, Guerrero, Oaxaca na wysokościach bezwzględnych 0–350 m n.p.m. Populacje występujące dalej na południe w stanie Oaxaca, przypisywane dawniej do T. spatulatus, prawdopodobnie należą do innego, nieopisanego jeszcze gatunku.
Gatunek aktywny nocą, nadrzewny, zasiedla półzimozielone lasy tropikalne, roślinność nadbrzeżną, suche lasy tropikalne, pustynne zarośla.

## Ekologia
Poluje z zasadzki. W skład jego diety wchodzi 14 rzędów zwierząt – głównie pająki i prostoskrzydłe. Okres godowy przypada na porę deszczową. Gatunek ten rozmnaża się w okresowych zbiornikach wodnych od czerwca do listopada. T. spatulatus jest często infekowany przez nicienia Cosmocercella diaglenae.

## Status
Gatunek najmniejszej troski (LC) w związku z szerokim zasięgiem występowania oraz przypuszczalnie dużym rozmiarem populacji. Płaz ten jest pospolity, a trend jego liczebności oceniany jest jako stabilny.